# Salmerón
Salmerón è un comune spagnolo di 177 abitanti situato nella comunità autonoma di Castiglia-La Mancia.